# Erwin Nyc
Edward Piotr Nyc (ur. 24 maja 1914 w Katowicach jako Erwin Ginter Nytz, zm. 1 maja 1988 w Piekarach Śląskich) – polski piłkarz, pomocnik. Uczestnik MŚ 38.

## Życiorys
Pochodzący z Górnego Śląska zawodnik wywodził się z klubu Pogoń Katowice. W 1934 zmienił nazwisko na Nyc. W latach 1935–1939 grał w barwach Polonii Warszawa. W reprezentacji Polski w latach 1937–1939) rozegrał 11 oficjalnych spotkań międzypaństwowych. Przed MŚ 38 o miejsce w podstawowej jedenastce rywalizował z Janem Wasiewiczem i dopiero po kontuzji piłkarza Pogoni Lwów wskoczył do drużyny. W legendarnym meczu z Brazylią (przegranym po dogrywce 5:6) zagrał jako jeden z trzech pomocników, obok Wilhelma Góry i Ewalda Dytki.
Podczas II wojny światowej początkowo występował w barwach 1. FC Katowice, później służył w niemieckim wojsku i grywał w klubach takich, jak Luftwaffen SV Markersdorf czy LSV Furstenwalde. Po wojnie wrócił do Pogoni Katowice. W ramach polonizowania śląskich imion i nazwisk, w 1948 zmienił imiona na Edward Piotr.
Został pochowany na Cmentarzu Parafii Imienia NMP I Św. Bartłomieja w Piekarach Śląskich przy ul. Ks. Ficka 7. (sek.4, rząd 25, nr 13).

## Mecze w reprezentacji
| Mecze i gole w reprezentacji | Mecze i gole w reprezentacji | Mecze i gole w reprezentacji | Mecze i gole w reprezentacji | Mecze i gole w reprezentacji | Mecze i gole w reprezentacji | Mecze i gole w reprezentacji |
| Lp.                          | Data                         | Miasto                       | Przeciwnik                   | Gol                          | Wynik                        | Rozgrywki                    |
| ---------------------------- | ---------------------------- | ---------------------------- | ---------------------------- | ---------------------------- | ---------------------------- | ---------------------------- |
| 1.                           | 12.09.1937                   | Warszawa                     | Dania                        |                              | 3:1                          | towarzyski                   |
| 2.                           | 10.10.1937                   | Warszawa                     | Jugosławia                   |                              | 4:0                          | el. MŚ 1938                  |
| 3.                           | 13.03.1938                   | Zurych                       | Szwajcaria                   |                              | 3:3                          | towarzyski                   |
| 4.                           | 03.04.1938                   | Belgrad                      | Jugosławia                   |                              | 0:1                          | el. MŚ 1938                  |
| 5.                           | 05.06.1938                   | Strasburg                    | Brazylia                     |                              | 5:6                          | MŚ 1938                      |
| 6.                           | 18.09.1938                   | Chemnitz                     | Niemcy                       |                              | 1:4                          | towarzyski                   |
| 7.                           | 23.10.1938                   | Warszawa                     | Norwegia                     |                              | 2:2                          | towarzyski                   |
| 8.                           | 13.11.1938                   | Dublin                       | Irlandia                     |                              | 2:3                          | towarzyski                   |
| 9.                           | 22.01.1939                   | Paryż                        | Francja                      |                              | 0:4                          | towarzyski                   |
| 10.                          | 27.05.1939                   | Łódź                         | Belgia                       |                              | 3:3                          | towarzyski                   |
| 11.                          | 04.06.1939                   | Warszawa                     | Szwajcaria                   |                              | 1:1                          | towarzyski                   |